# 영국 철도 374
영국 철도 374(영어: British Rail Class 374)   또는 유로스타 e320(영어: Eurostar e320)은 유로스타 인터내셔널의 고속열차로 유로스타를 운영하고 있다. 지멘스 벨라로를 기반으로 개발된 고속열차로 2010년 7월에 내셔널 레일이 런던 ~ 쾰른 ~ 암스테르담 전용 열차를 운행하기 위해 10편성을 발주했고 2014년에 7편성을 추가로 발주했다. 2015년 12월에 최초로 운행에 들어갔다.
영국 철도 373 모델과 달리 이 차량은 유럽과 노선을 연결하기 위해 설계되었다. 이 차량의 도입으로 영국 철도 373 일부 차량은 영국에서 폐차되었고 향후 모든 차량이 이 차량으로 대체될 예정이다.

## 개요

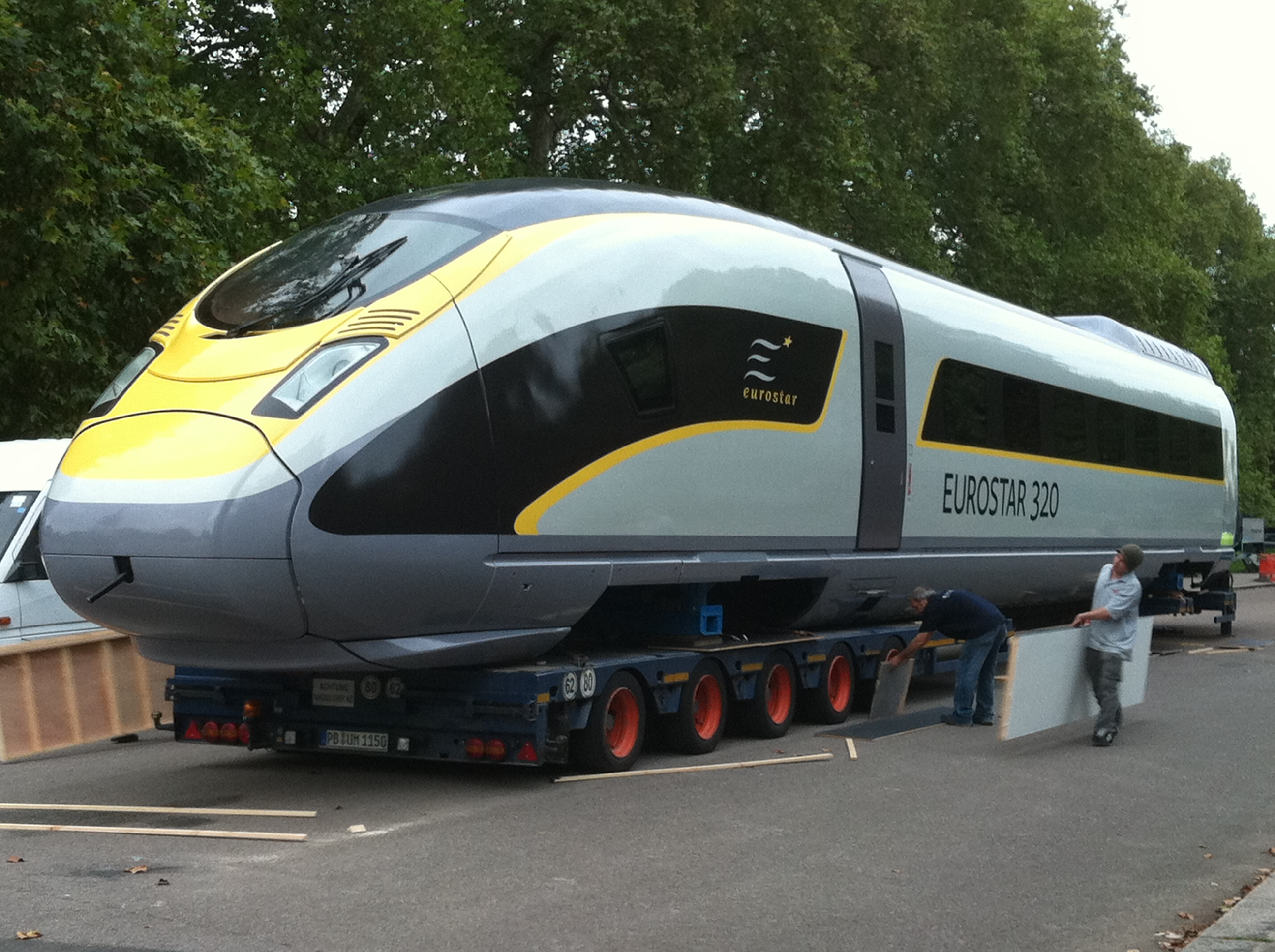
2010년 켄싱턴 가든스에서 일반인에게 공개된 영국 철도 374

이 열차는 지멘스 벨라로를 기반으로 개발된 고속열차로 당시 독일 철도에서 2000년부터 ICE 3를 도입하기 시작했다. 이 모델은 독일철도 407급 모델에서 파생되었고, 채널 터널를 잇는 노선을 운행하기 위해 제작을 시작했다.
2009년, 유로스타는 런던 세인트 팬크러스 역, 파리 북역과 브뤼셀 남역 노선 외에도 유럽 노선에 투입하기 위해 5억 파운드를 추가로 투입해 차량을 도입하기 위해 7억 파운드를 들여 프로젝트를 발표했다. 2010년 10월, 유로스타 인터내셔널은 지멘스를 선정했고, 지멘스 벨라로 모델을 선정했다. 이 모델은 유로스타 e320(영어: Velaro e320)으로 이 열차의 명칭은 최고 영업 속도 320km/h를
운행하는 목적으로 총 16량으로 구성되었고 선두부의 경우 동력차로 구성되었고 중간차의 경우 견인 전동기로 구성되었다.

### 알스톰과 소송
알스톰은 프랑스의 고속열차 시장에 프랑스의 자회사가 아닌 지멘스가 사업 선정과 관련해 지멘스사가 권리를 침해했다는 이유로 소송을 제기했다. 알스톰은 채널 터널 안전 규정을 위반할 것을 주장하면서 법적 대응과 계약 파기 소송을 걸었지만, 법원은 알스톰의 주장을 받아들이지 않았다. 한편 알스톰은 계약을 파기하기 위해 법률 대응을 할 것이라고 언급했고, 2010년 11월에 유럽위원회에 입찰 과정에 대한 문제를 제기한데 이어 영국 정부에 문제를 제기했다. 알스톰은 유로스타 인터내셔널에 소송을 걸면서 런던 고등법원에 상고했다.
2011년 7월 영국 고등법원은 입찰 과정이 지멘스가 위반하지 않았다는 이유로 알스톰의 주장을 받아들이지 않았다. 2012년 4월에 알스톰은 유로스타 인터내셔널 소송을 취하했다.

## 도입

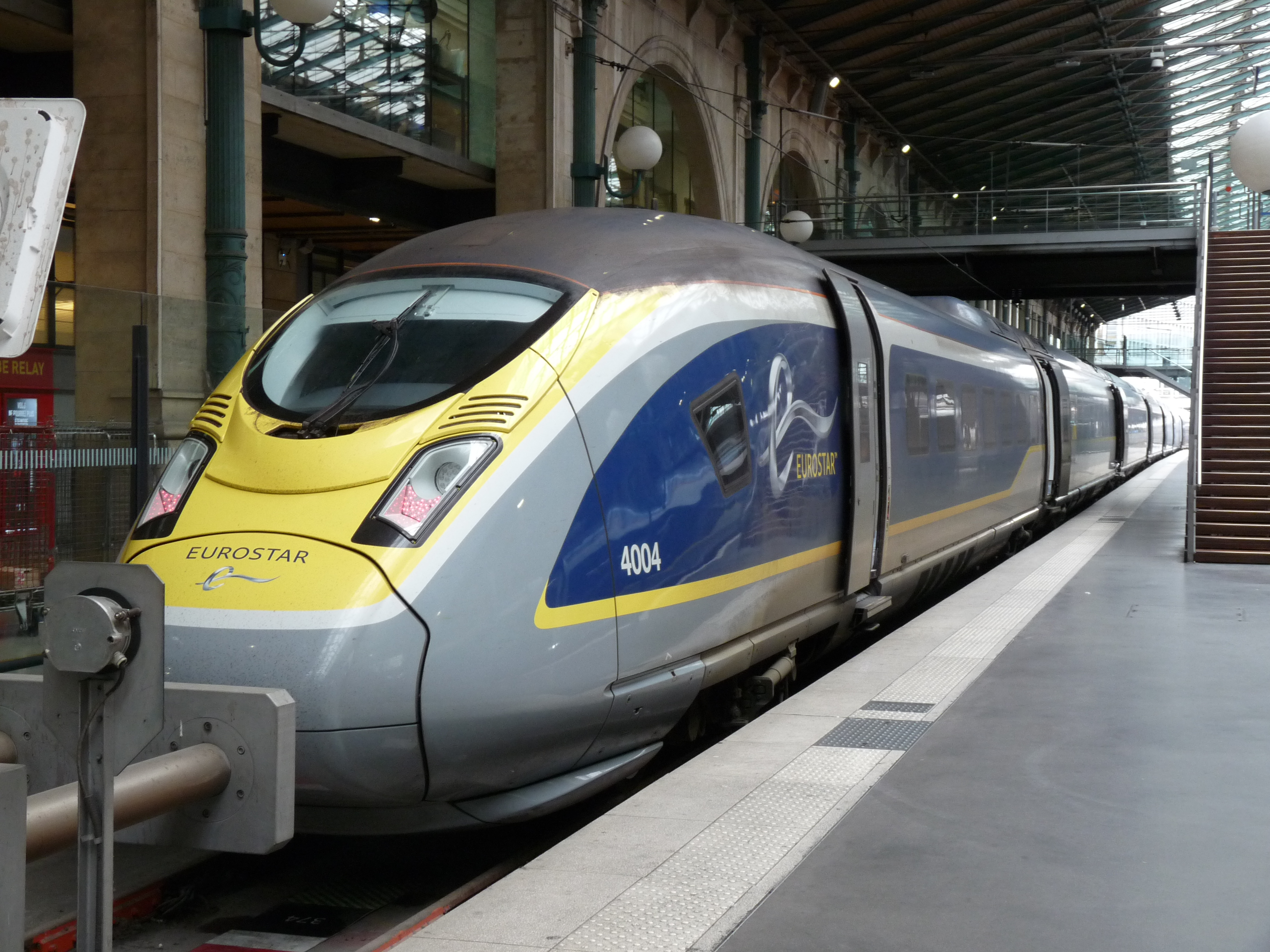
영국 철도 374 선두부

이 열차는 독일 노르트라인베스트팔렌주 크레펠트에 위치한 지멘스 공장에서 제작했으며, 2013년에 시운전에 들어갔다. 영국 철도 374는 최초로 UIC 마크를 적용했다. 당초 2014년부터 순차별로 도입될 계획이나 제작이 지연되면서 2015년부터 순차별로 도입했다.
2014년 11월 유로스타의 공식 발표에 따르면 2015년까지 7편성을 도입한다고 발표했다. 2014년 11월부터 2016년 4월까지 10편성이 순차별로 도입했다. 오는 2018년까지 7편성이 추가로 도입될 예정이다.

### 시험 운행
2013년 4월에 지멘스 공장에서 최초로 시험 운행에 들어갔다.
2014년 1월 27일에 4007+4008편성이 벨기에에서 운반되었고, 같은 해 1월 29일부터 1월 30일까지 채널 터널, 하이 스피드 1 노선을 통해
탬플 밀스 차량 사업소에 운반되었다.
같은 해 7월부터 8월까지 LGV 노르드 노선에서 시험 운행에 들어갔다. LGV 이스트에서 최고 영업 속도 320km/h를 달성했다.
2015년 10월에 프랑스 철도 안전위원회에서 프랑스 노선 운행을 인가한데 이어 같은 해 11월 19일에 영국 정부 위원회에서 채널 터널을 잇는 노선 운행을 승인받았다. 2016년에 벨기에 당국이 벨기에 노선 운행을 인가했다.

## 현황

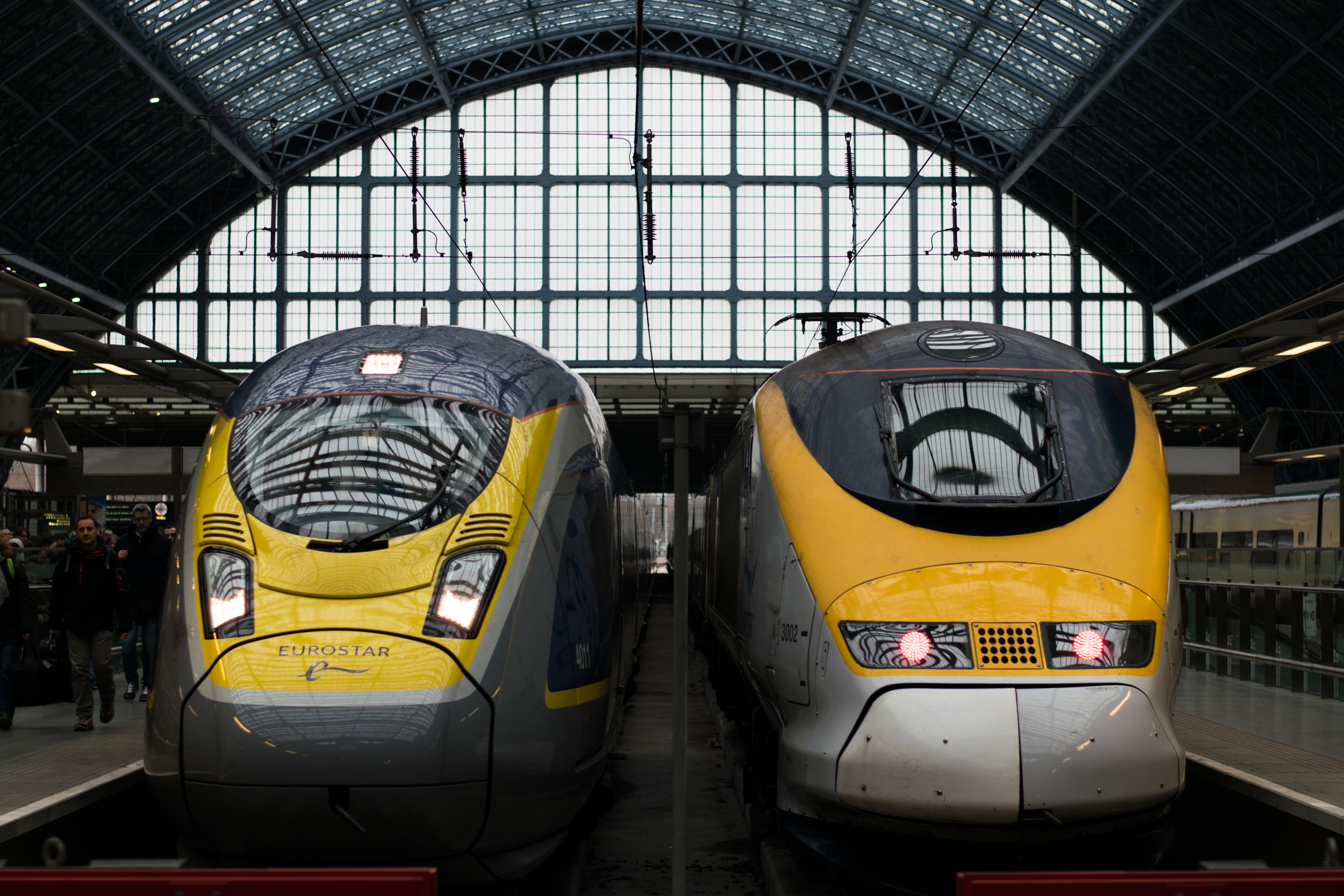
영국 철도 374 차량과 영국 철도 373

유로스타는 이 열차를 운행하는 노선으로 런던 세인트 팬크러스 역, 파리 북역과 브뤼셀 남역을 오가고 있다. 한편 독일 철도와 경쟁하고 있으며 채널 터널에서 암스테르담, 프랑크푸르트, 쾰른, 프랑스 지역까지 노선을 확대하는 방안이 검토하고 있다. 2013년 9월 유로스타 인터내셔널은 암스테르담을 잇는 노선을 발표했고 2016년 12월부터 운행에 들어갔다. 2016년 4월 유로스타 인터내셔널은 오는 2017년에 암스테르담을 잇는 노선을 운행할 예정이라고 발표했다. 이 열차는 2015년부터 운행에 들어갔고 영국 정부 위원회에서 안전 승인을 조기에 받으면서 일부 편성이 운행에 들어갔다.

## 객차 구성 및 편성
객차는 8대의 차량으로 반편성으로 번호가 부여되었고 93 70 3740 NNN-N GB-EIL, 93의 경우 선두 차량, 70의 경우 영국, 374의 경우 클래스, 40NN (3클래스 374에서 4를 부여함)의 경우 주행 차량에서 중앙에 위치한 고유 부여 번호로, GB는 영국과 유로스타 인터내셔널를 의미한다.
| 차량          | 번호        | 회사                | 편성              | 도입 년도             | 량수 | 운행 노선 |
| ------------- | ----------- | ------------------- | ----------------- | --------------------- | ---- | --------- |
| 영국 철도 374 | 4001 + 4002 | 유로스타 인터내셔널 | 1 (2개의 반편성)  | 2011년부터 2013년까지 | 16   | 유로스타  |
| 영국 철도 374 | 4003 ~ 4020 | 유로스타 인터내셔널 | 9 (18개의 반편성) | 2011년부터 2013년까지 | 16   | 유로스타  |
| 영국 철도 374 | 4021 ~ 4034 | 유로스타 인터내셔널 | 7 (14개의 반편성) | 2016년부터 2018년까지 | 16   | 유로스타  |

1. ↑  93 70 3740 021–8 GB-EIL, 93 70 3740 022–6 GB-EIL, 93 70 3740 023–4 GB-EIL, 93 70 3740 024–2 GB-EIL,93 70 3740 025–9 GB-EIL, 93 70 3740 026–7 GB-EIL, 93 70 3740 027–5 GB-EIL, 93 70 3740 028–3 GB-EIL plus 93 70 3740 018–4 GB-EIL, 93 70 3740 017–6 GB-EIL, 93 70 3740 016–8 GB-EIL, 93 70 3740 015–0 GB-EIL, 93 70 3740 014–3 GB-EIL, 93 70 3740 013–5 GB-EIL, 93 70 3740 012–7 GB-EIL, 93 70 3740 011–9 GB-EIL.

- 이 열차는 16량 편성으로 구성되었다.

| 현황 | 호차 | 구성                                | 좌석  | 좌석  | 좌석   | 좌석        |
| 현황 | 호차 | 구성                                | 1등급 | 2등급 | 화장실 | 기저귀 갈이 |
| ---- | ---- | ----------------------------------- | ----- | ----- | ------ | ----------- |
|      | 1    | 스탠다드 프리미엄/비지니스 프리미엄 | 40    | 0     | 0      | 0           |
|      | 2    | 스탠다드 프리미엄/비지니스 프리미엄 | 36    | 0     | 2      | 1           |
|      | 3    | 스탠다드 프리미엄/비지니스 프리미엄 | 33+2  | 0     | 1(D)   | 0           |
|      | 4    | 스탠다드 클래스                     | 0     | 76    | 2      | 1           |
|      | 5    | 스탠다드 클래스                     | 0     | 76    | 2      | 1           |
|      | 6    | 스탠다드 클래스                     | 0     | 76    | 2      | 1           |
|      | 7    | 스탠다드 클래스                     | 0     | 76    | 2      | 1           |
|      | 8    | 스탠다드 클래스/식당차              | 0     | 32    | 2      | 1           |
|      | 9    | 스탠다드 클래스/식당차              | 0     | 32    | 2      | 1           |
|      | 10   | 스탠다드 클래스                     | 0     | 76    | 2      | 1           |
|      | 11   | 스탠다드 클래스                     | 0     | 76    | 2      | 1           |
|      | 12   | 스탠다드 클래스                     | 0     | 76    | 2      | 1           |
|      | 13   | 스탠다드 클래스                     | 0     | 76    | 2      | 1           |
|      | 14   | 스탠다드 프리미엄/비지니스 프리미엄 | 33+2  | 0     | 1(D)   | 0           |
|      | 15   | 스탠다드 프리미엄/비지니스 프리미엄 | 36    | 0     | 2      | 1           |
|      | 16   | 스탠다드 프리미엄/비지니스 프리미엄 | 40    | 0     | 0      | 0           |

## 같이 보기
- 영국 철도 373
- 지멘스 벨라로